# Mercedes Ferrer
Mercedes Ferrer és el nom artístic de Mercedes Rodríguez Vázquez, (Madrid, 30 de maig de 1963) és una cantautora espanyola de llarga trajectòria musical.

## Biografia
Va estudiar literatura contemporània i llengua francesa a la Sorbona. Influenciada per The Doors, Bob Dylan o David Bowie, va formar part de grups musicals francesos fins que va tornar a Madrid el 1984, en plena Movida madrilenya. Va formar el grup La Llave amb Carlos del Castillo (bateria), Fernando Illán (baix) i Arturo Soriano (saxo), amb els que va guanyar el 1985 el VIII Trofeu de Rock Villa de Madrid i foren teloners de The Cure.
El 1986 va començar la seva carrera en solitari amb alguns membres del seu antic grup i el saxofonista Jorge Pardo. Al seu disc Tengo todas las calles (1988) fa un duet amb Rafa Sánchez de la Unión (Tela de araña). El 1989 coneix Yoko Ono gràcies a un homenatge a John Lennon a la sala Zeleste a Barcelona.
El 1991 viurà a Nova York, amplia els seus estudis musicals a The New School i comença a tocar en petits clubs de l'East Village. Torna a Madrid a la fi de 1993 i munta una banda amb els seus amics Pedro Andrea (guitarra), Billy Villegas (baix), Inma Crespo i Vicente Climent (bateria) realitzen nombrosos concerts i graven noves composicions del que serà un nou projecte musical. El 1994 col·labora amb Nacho Cano amb la cançó «El patio i Vivimos siempre juntos». Va fer una pausa fins al 1997, quan va treure un recopilatori. El 2003 treu un nou senzill, «Al otro lado», inspirat en els atemptats de l'11 de setembre de 2001 als Estats Units.
Va participar en diferents esdeveniments artístics i va col·laborar amb artistes com Juan Sinmiedo a «Mi mamá no me mima", Rafa Martín a «Todo el amor que te puedo dar» i temes tribut com «Dispárame un te quiero» (Mikel Erentxun), «Algo en común» (Enrique Bunbury), «Seda y hierro» o «Chica de ayer» (Antonio Vega), «La media vuelta» (José Alfredo Jiménez)
Paral·lelament fer música, ha contribuït amb causes socials. Mostra d'això és la seva col·laboració amb la plataforma de dones artistes en les nombroses gires de concerts internacionals que han realitzat per diversos països com el territori palestí a Cisjordània, actuant en el teatre de la ciutat de Ramallah, en Belehem davant un públic de més de 10.000 persones al març de 2004 en suport a les reivindicacions del poble palestí.
Al setembre de 2013 va estrenar el primer EP titulat The 90's Bootlegs, Vol. 1 per a rellançar la seva trajectòria com a segell online. Inclou cançons inèdites i dues versions de temes del disc Tiempo futuro. En 2018 publica, després d'una campanya de micromecenatge, l'àlbum C+V.

## Discografia
- Entre mi sombra y yo, 1986
- Tengo todas las calles, 1988
- Imán, 1991
- Tiempo futuro, 1994
- Generaciones, 1997
- Tiempo real, 2003
- Intermedio (1986-2006), 2006
- Travesía, 2009
- The 90's Bootlegs, Vol. 1, 2013
- C+V, 2018